# تام لیونگمن
تام لیونگمن (به انگلیسی: Tom Ljungman) (زاده ۲۹ می ۱۹۹۱) بازیگر سوئدی است.
از کارهای معروف او می‌توان به بازی در فیلم با هر تپش قلب اشاره کرد.